# Истопки (Могилёвская область)
Исто́пки (бел. Істопкі) — деревня в составе Новобыховского сельсовета Быховского района Могилёвской области Белоруссии. До 2013 года в составе Нижнетощицкого сельсовета.

## Население
- 1784 год — 117 жителей
- 1897 год — 609 жителей в деревне и 3 жителя в фольварке
- 1926 год — 648 жителей в деревне и 72 жителя в одноимённом посёлке
- 1982 год — 101 житель
- 2009 год — 8 жителей